# Praga (jurydyka)

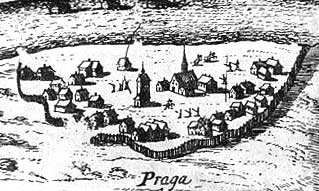
Widok Pragi na rycinie Erika Dahlberga z XVII w.

Praga – jurydyka założona w 1648 przez Adama Kazanowskiego na gruntach wcześniejszej wsi Praga, wymienianej od 1432. Zlikwidowana jako jurydyka w końcu XVIII wieku i włączona do Warszawy.

## Opis
W latach 1568–1573 powstał most Zygmunta Augusta na Wiśle łączący Pragę z Warszawą, a wraz z nim najprawdopodobniej w latach 1569-1572 przy przeprawie zbudowano drewniany dwór Zygmunta Augusta, wzniesiony na kamiennym fundamencie i posiadający 3 główne pomieszczenia: wielka ogrzewana sala jadalna, komnata z piecem kaflowym i sypialnia z wejściem do piwnicy. Dwór otoczony był ogrodem i palisadą i był wykorzystywany przez króla do odpoczynku przy przeprawach przez Wisłę. W 1603 po zniszczeniach dokonanych przez powódź zaniechano naprawy mostu i przestał on istnieć. Wjazd na most znajdował się w rejonie wylotu dzisiejszej ulicy Ratuszowej.
W 1617 wzniesiono tu klasztor i kościół oo. bernardynów z domkiem loretańskim, ukończony w latach 1628–1638 pod pierwotnym wezwaniem św. Andrzeja. Prawa miejskie Praga uzyskała 10 lutego 1648 od króla Władysława IV. Znajdujący się w kościele Matki Bożej Loretańskiej domek loretański został uwieczniony w herbie jurydyki – umieszczony zostaje w nim wizerunek Matki Bożej z Dzieciątkiem nad kaplicą Loretańską podtrzymywaną przez anioły. Oprócz tego znajdował się tu klasztor i kościół Panien Bernardynek, a przy dzisiejszym przyczółku mostu Śląsko-Dąbrowskiego znajdowała się żupa królewska.
W czasie rzezi Pragi w 1794 została niemal doszczętnie zrujnowana. 
Zabudowania Pragi zostały rozebrane w 1811 jako leżące w pasie napoleońskich umocnień wokół Warszawy. Istniał tu poza tym ratusz i rynek, po których dziś jedynym śladem jest ulica Ratuszowa, bowiem w centrum dawnej Pragi znajduje się park Praski utworzony w latach 1865-1871 na terenie dawnych fortyfikacji napoleońskich mocą ukazu carskiego z dnia 4 kwietnia 1865 roku wydanego przez Aleksandra II. Innym śladem jest ulica Panieńska – nazwa pochodzi od klasztoru Panien Bernardynek na Pradze.

## Galeria

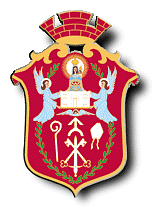
Herb Pragi
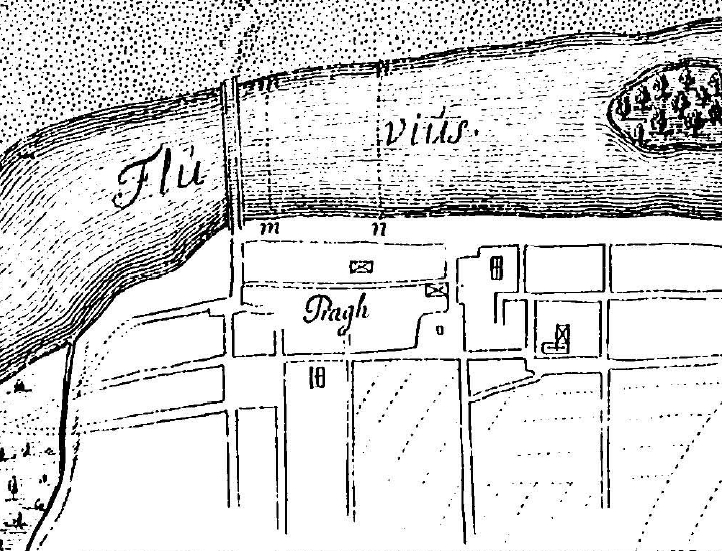
Plan Pragi, 1705
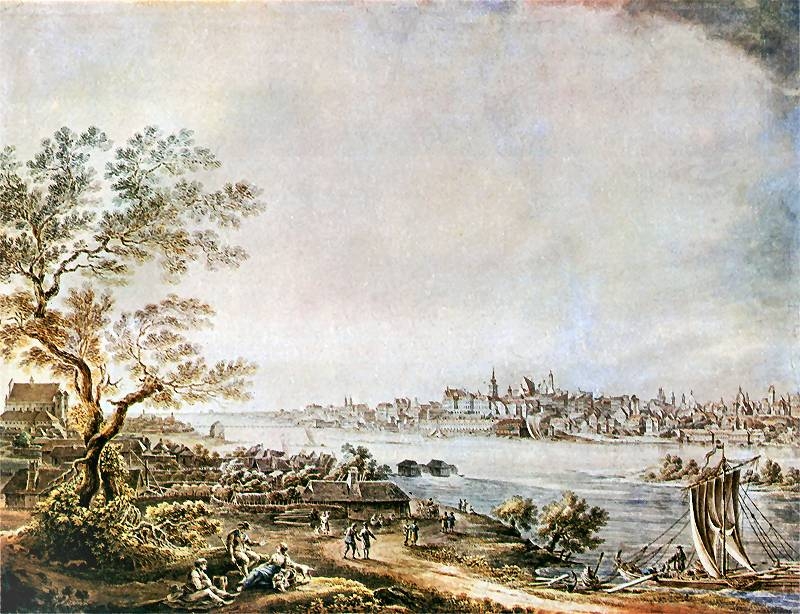
„Widok Warszawy od strony Pragi”, Zygmunt Vogel, 1807 – w głębi klasztor Bernardynów
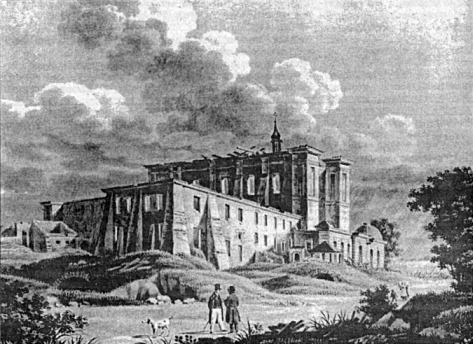
Klasztor Bernardynów na Pradze w czasie rozbiórki w 1811